# Bravo, docteur Béru
Bravo, docteur Béru est un roman publié en mai 1968 par Frédéric Dard sous le nom de plume de San-Antonio, il est le 68e de la série policière San-Antonio.
Chez l’éditeur Fleuve noir, il porte d’abord le numéro 661 de la collection « Spécial Police », puis en 1975 le numéro 35 de la collection « San-Antonio ».
Les événements se produisent pour la plupart dans la commune de Caducet-sur-Parbrise (Cher et Tendre) puis à Saint-Turdoré (Indre-et-Loire) et enfin à Angers pour le dénouement.

## Personnages principaux
- Personnages récurrents
  - Le commissaire San-Antonio.
  - L'inspecteur Alexandre-Benoît Bérurier qui prend la place de docteur.
  - César Pinaud adjoint du commissaire.
- Personnages liés à ce roman
  - Mme Favier : femme du premier médecin retrouvé mort et son amant M. Berthoux.
  - Haben : du réseau des Frères Noirs a la recherche d'une valise rempli de mégatzornium thermossiphil.

## Résumé
Afin de résoudre le mystère qui entoure le décès brutal des trois médecins successifs de Caducet-sur-Parbrise, San-Antonio décide d'installer Bérurier dans le rôle du nouveau médecin de cette localité. Bérurier devait être assisté dans son rôle par le Dr Longuant, mais celui-ci est poignardé à son tour. Il se distingue alors par ses méthodes non conventionnelles qui obtiennent tout de même un certain succès. Pendant ce temps, San-Antonio mène l'enquête et va se retrouver dans une situation bien critique...

## Figure de style
Le roman comprend quelques figures de style :
- La paronomase :
  - « Sa remarque me touche, me douche, me couche, me bouche, me souche car elle est le pendant de celle... »[1]
  - « Ça sonne, ça ressonne, ça résonne, ça déraisonne, ça conçonne, ça brabançonne à l'autre bout. »[2]

- L'expression métaphorique :
  - « ..., le coiffeur a laissé tomber sa meche enflammée dans le piege à macaroni du bonhomme. (la moustache)[3]. »

- Le calembour :
  - « ...lui mater le buffet à la radio et reconnaître s'il a les soufflets percés, et t'essaieras et t'essaieras... »[4]
  - « -Oh! madame cette cage trop raciste! admire l'Eminent. »[5]

## Couvertures
- 1re édition de 1968 : illustration de Michel Gourdon.
- 2e édition de 1975 : illustration Photo.
- 3e édition de 1982 : illustration Photo.
- 4e édition de 1990 : illustration de Georges Wolinski.
- 5e édition de 1997 : illustration de Marc Demoulin.
- 6e édition de 2007 : illustration de François Boucq.
- 7e édition de 2016 : illustration.

Note : Bravo, docteur Béru est titré sans point d'exclamation lors des deux premières éditions avant d'en prendre un en 1982 pour être intitulé Bravo, docteur Béru !

## Titres des chapitres
| Chapitre premier                       | L'étrange mésaventure du très honorable Pinaud. La nouvelle vocation du très dévoué Bérurier |
| Chapitre II                            | Le Dr Béru entre en fonction tandis que j'entre en faction                                   |
| Chapitre III                           | Où il est prouvé que la profession de docteur en médecine peut être de tout repos            |
| Chapitre IV                            | Dans lequel s'affirme la nouvelle vocation du docteur Béru                                   |
| Chapitre V                             | Dans lequel ça va de mal en pris                                                             |
| Chapitre VI                            | Dans lequel j'essaie de pratiquer l'accouchement sans douleur                                |
| Chapitre VII                           | Les événements ne se précipitent pas, mais ils précipitent Pinaud contre une camionnette     |
| Chapitre VIII                          | A prendre ou à lécher                                                                        |
| Chapitre IX                            | J'ai une petite surprise pour vous                                                           |
| Chapitre X                             | DANS LE DOMAINE DE LA STUPEUR, L'ESCALADE CONTINUE                                           |
| Chapitre XI                            | DANS LEQUEL JE CONTINUE MA RONDE DE NUIT                                                     |
| Chapitre XII                           | LA RONDE CONTINUE                                                                            |
| Chapitre XIII                          | FAUT QUE CA PETE OU QUE CA DISE POURQUOI!                                                    |
| Chapitre XIV                           | UN COIN DU VOILE... OU DU SUAIRE?                                                            |
| Chapitre XV                            | ET MAINTENANT TOUS EN CHŒUR : BON SUAIRE, M'SIEURS-DAMES, BON SUAIRE!                        |
| Chapitre XVI                           | Le visiteur du soir                                                                          |
| Chapitre XVII                          | Debout, les morts !                                                                          |
| Chapitre XVIII                         | Bravo, Pinaud                                                                                |
| Chapitre XIX ET DERNIERE CHAT-PITRERIE | Bravo, docteur Béru !                                                                        |